# Dora (programma televisivo)
Il Dora (ufficialmente: Hrvatski izbor za pjesmu Eurovizije) è un festival musicale croato nato nel 1992 e utilizzato a partire dall'anno successivo come metodo di selezione nazionale per l'Eurovision Song Contest.
Il festival si è interrotto nel 2011, venendo poi ripreso a partire dal 2019.
Il festival è stato intitolato alla prima compositrice musicale croata, Dora Pejačević, mentre il premio del concorso è stato disegnato da Ivica Propadalo.

## Storia
La Croazia ha partecipato all'Eurovision Song Contest per la prima volta nel 1961 come parte della Repubblica Socialista Federale di Jugoslavia (il primo cantante croato a partecipare per la Jugoslavia è stato Vice Vukov nel 1963). La dissoluzione di quest'ultima, avvenuta nei primi anni '90, ha portato le repubbliche socialiste che ne facevano parte a prendere parte all'Eurovision come singole nazioni, ideando perciò i propri metodi di selezione nazionale. Mentre nel 1992 ciò che rimaneva della RSF (quindi Serbia, Montenegro e Bosnia ed Erzegovina) partecipò all'Eurovision Song Contest di Malmö, la Croazia tentò di partecipare allo stesso evento, tuttavia, dato che l'emittente non era un membro dell'Unione europea di radiodiffusione (UER), la richiesta fu rifiutata. Ciò non impedì ad HRT di organizzare il primo Dora presso la città di Abbazia, in Croazia, vinto dai Magazin con Hallelujah.
L'anno successivo l'emittente radiotelevisiva croata entrò a far parte dell'UER, debuttando come nazione indipendente all'Eurovision Song Contest 1993 di Millstreet, Irlanda. Il Dora divenne quindi il metodo di selezione nazionale della Croazia, selezionando i Put con Don't Ever Cry. 
Da allora il Dora ha selezionato ogni rappresentante croato fino al 2011, anno in cui HRT ha scelto di interromperne la produzione, optando per la selezione interna dei partecipanti. Il format è stato riesumato nel 2019 e riconfermato per il 2020.

## Edizioni
| Anno | Artista                       | Titolo                  | Posizione all'ESC   |
| ---- | ----------------------------- | ----------------------- | ------------------- |
| 1992 | Magazin                       | Hallelujah              | –                   |
| 1993 | Put                           | Don't Ever Cry          | 15ª                 |
| 1994 | Tony Cetinski                 | Nek' ti bude ljubav sva | 16ª                 |
| 1995 | Magazin & Lidija              | Nostalgija              | 6ª                  |
| 1996 | Maja Blagdan                  | Sveta ljubav            | 4ª                  |
| 1997 | E.N.I.                        | Probudi me              | 17ª                 |
| 1998 | Danijela Martinovic           | Neka mi ne svane        | 5ª                  |
| 1999 | Doris Dragović                | Marija Magdalena        | 4ª                  |
| 2000 | Goran Karan                   | Kad zaspu anđeli        | 9ª                  |
| 2001 | Vanna                         | Strings of My Heart     | 10ª                 |
| 2002 | Vesna Pisarović               | Everything I Want       | 11ª                 |
| 2003 | Claudia Beni                  | Više nisam tvoja        | 15ª                 |
| 2004 | Ivan Mikulić                  | You Are the Only One    | 12ª                 |
| 2005 | Boris Novković                | Vukovi umiru sami       | 11ª                 |
| 2006 | Severina                      | Moja štikla             | 12ª                 |
| 2007 | Dragonfly & Dado Topić        | Vjerujem u ljubav       | SF 16ª              |
| 2008 | Kraljevi Ulice & 75 cents     | Romanca                 | 21ª                 |
| 2009 | Igor Cukrov & Andrea Šušnjara | Lijepa Tena             | 18ª                 |
| 2010 | Feminnem                      | Lako je sve             | SF 13ª              |
| 2011 | Daria                         | Celebrate               | SF 15ª              |
| 2019 | Roko Blažević                 | The Dream               | SF 14ª              |
| 2020 | Damir Kedžo                   | Divlji vjetre           | Edizione cancellata |
| 2021 | Albina                        | Tick-Tock               | SF 11ª              |
| 2022 | Mia Dimšić                    | Guilty Pleasure         | SF 11ª              |
| 2023 | Let 3                         | Mama šč!                | 13ª                 |
| 2024 | Baby Lasagna                  | Rim Tim Tagi Dim        | 2ª                  |
| 2025 | Marko Bošnjak                 | Poison Cake             | SF 12ª              |